# ارلی (کومونه)
ارلی (به ایتالیایی: Erli) یک کومونه در ایتالیا است که در استان ساونا واقع شده‌است. ارلی ۱۶٫۶ کیلومتر مربع مساحت و ۲۵۸ نفر جمعیت دارد.